# Myrsine raiateensis
Myrsine raiateensis là một loài thực vật thuộc họ Myrsinaceae. Đây là loài đặc hữu của Polynésie thuộc Pháp.